# 奴隷貿易とその廃止を記念する国際デー
奴隷貿易とその廃止を記念する国際デー（どれいぼうえきとそのはいしをきねんするこくさいデー、英:International Day for the Remembrance of the Slave Trade and its Abolition）は、ユネスコが定めた国際デーで、大西洋奴隷貿易(Atlantic slave trade)の廃止を記念する日である。毎年8月23日。8月23日という日付は、第29回総会の決議40(29 C/40)がユネスコ執行委員会で承認されたことによる。1998年7月29日の事務局長からの配布文CL/3494により、各国の文化担当大臣にこの国際デーの推進が懇請された。この日は、1791年8月22日から23日の夜にかけて、サン＝ドマング（現在のハイチ）において、大西洋奴隷貿易の廃止の重要な要因となった反乱（ハイチ革命）が始まった、奴隷貿易の廃止において重要な日である。
ユネスコ加盟国は毎年同日に、青少年や教育者、芸術家、知識人を招いての催しを開催している。ユネスコの文化越境プロジェクト、「奴隷の道」(The Slave Route)プロジェクトの一環として、奴隷制の「史的要因・制度・状況」について学び、注目する機会となっている。そのほかに、アフリカ・ヨーロッパ・アメリカ州・西インド諸島のあいだで行われた人間の大西洋貿易を引き起こした交渉についての分析と対話を行う場も設けている。
奴隷貿易とその廃止を記念する国際デーは、ハイチ（1998年8月23日）やセネガル（1999年8月23日）などの国々でまず、祝われた。多くの文化交流や議論の場が設けられた。国際奴隷制博物館が、2007年8月23日、2004年以来同デーの催しが開かれてきたリヴァプールで開館した。